# Âm lợi
Trong ngữ âm học, âm lợi hay âm chân răng (tiếng Anh: alveolar consonant) là những phụ âm được phát âm bằng cách đặt lưỡi vào ụ ổ răng trên. Phụ âm này có thể được phát âm bằng đầu lưỡi hay bằng phiến lưỡi.

## Phụ âm chân răng trong bảng mẫu tự phiên âm quốc tế
Bảng mẫu tự phiên âm quốc tế (IPA) không có ký hiệu riêng dành cho phụ âm chân răng. Thay vì vậy, bảng mẫu tự này có một ký hiệu dành cho mọi vị trí phát âm lưỡi trước không vòm hoá. Muốn phân biệt các phụ âm lưỡi trước với nhau thì có thể dùng dấu phụ chân răng [s͇, t͇, n͇, l͇], nên âm răng là [s̪, t̪, n̪, l̪], và âm sau chân răng là [s̠, t̠, n̠, l̠]. Tuy nhiên, ký hiệu không dấu phụ [s, t, n, l] nhiều khi chỉ âm chân răng thôi.
Bảng này bao gồm các phụ âm chân răng của Bảng mẫu tự phiên âm quốc tế.
| IPA | Mô tả                                  | Ví dụ           | Ví dụ            | Ví dụ      | Ví dụ          |
| IPA | Mô tả                                  | Ngôn ngữ        | Chính tả         | IPA        | Nghĩa          |
| --- | -------------------------------------- | --------------- | ---------------- | ---------- | -------------- |
|     | âm mũi chân răng                       | Việt            | nó               | [nɔ˧˥]     | nó             |
|     | âm tắc chân răng vô thanh              | Việt            | ta               | [taː˧]     | ta             |
|     | âm tắc chân răng hữu thanh             | Anh             | debt             | [dɛt]      | nợ             |
|     | âm xát chân răng vô thanh              | Việt            | xa               | [saː˧]     | xa             |
|     | âm xát chân răng hữu thanh             | Việt (miền bắc) | da               | [zaː˧]     | da             |
|     | âm tắc xát chân răng vô thanh          | Nhật            | つなみ (tsunami) | [t͡su͍namʲi] | sóng thần      |
|     | âm tắc xát chân răng hữu thanh         | Ý               | zaino            | [ˈd͡zaino]  | ba lô          |
|     | âm xát cạnh chân răng vô thanh         | H'Mông          | hli              | [ɬi˧]      | mặt trăng      |
|     | âm xát cạnh chân răng hữu thanh        | Zulu            | dlala            | [ˈɮálà]    | chơi           |
| t͡ɬ  | âm tắc xát cạnh chân răng vô thanh     | Tsez            | элIни            | [ˈʔe̞t͡ɬni]  | mùa đông       |
| d͡ɮ  | âm tắc xát cạnh chân răng hữu thanh    | Oowekyala       |                  |            |                |
|     | âm tiếp cận chân răng                  | Việt (Sài Gòn)  | ra               | [ɹaː˧]     | ra             |
|     | âm tiếp cận cạnh chân răng             | Việt            | là               | [laː˨˩]    | là             |
|     | âm tiếp cận cạnh chân răng vòm mềm hoá | Anh             | milk             | [mɪɫk]     | sữa            |
|     | âm vỗ chân răng                        | Anh (Hoa Kỳ)    | better           | [bɛɾɚ]     | tốt hơn        |
|     | âm vỗ cạnh chân răng                   | Venda           |                  | [vuɺa]     | mở             |
|     | âm rung chân răng                      | Tây Ban Nha     | perro            | [pero]     | con chó        |
|     | âm tống ra chân răng                   | Gruzia          | ტიტა             | [tʼitʼa]   | hoa tulip      |
|     | âm xát tống ra chân răng               | Amhara          | ጸጋ               | [sʼɛɡa]    | ơn             |
|     | âm xát cạnh tống ra chân răng          | Adyghe          | плӀы             | [pɬ’ə]     | bốn            |
|     | âm hút vào chân răng hữu thanh         | Việt            | đa               | [ɗaː˧]     | cây đa         |
|     | âm mút cạnh chân răng                  | Nama            | ǁî               | [ǁĩː]      | được thảo luận |

## Sự thiếu âm chân răng
Hai phụ âm chân răng [t, n], cùng với phụ âm vòm mềm [k], là phụ âm phổ biến nhất trong các thứ tiếng của loài con người ta. Tuy nhiên, có một vài ngôn ngữ không có chúng. Một vài thứ tiếng trên đảo Bougainville và xung quanh Puget Sound — như tiếng Makah — không có âm mũi nên không có [n] (nhưng có [t]). Tiếng Samoa thông thường thiếu cả hai [n, t], nhưng có âm tiếp cận cạnh chân răng [l]. Trong tiếng Hawaii chuẩn thì âm [t] là tha âm vị của /k/ thôi, nhưng hai âm /l, n/ có mặt như vị âm riêng biệt.